# Football Club Volendam
O Football Club Volendam é um clube de futebol holandês da cidade de Volendam, fundado em 1 de junho de 1920. A equipe participa da segunda divisão do Campeonato Holandês, a Eerste Divisie.

## História
O clube foi fundado no dia 1 de junho de 1920, na cidade de Volendam, nos Países Baixos. Inicialmente o clube se chamava Football Club Victoria e passou a se chamar Volendam devido a imprensa local ter dado atenção apenas ao nome da cidade de origem. A equipa já ganhou várias edições da Eerste Divisie.

## Títulos
- Eerste Divisie: 6: 1958-59, 1960-61, 1966-67, 1969-70, 1986-87, 2007-08